# Cimafunk
Erik Alejandro Rodríguez (Pinar del Río, 7 de abril de 1989), más conocido por su nombre artístico Cimafunk, es un cantante, compositor y productor discográfico cubano.
Cimafunk es autodidacta. Su nombre hace referencia a su herencia de «cimarrón», los esclavos fugitivos que se refugiaban en las montañas y los bosques para llevar una vida libre. Cimafunk reivindica sus orígenes africanos y reúne diferentes herencias estéticas – el funk, el blues, la rumba – que vienen de la misma raíz pero han tomado trayectorias diferentes en América.

## Biografía
Cimafunk comienza su carrera de cantante haciendo de coros para el cantante cubano Raul Paz. Después íntegra el grupo de jazz y timba, Interactivo en el 2015. 
En el 2017 sale su primer álbum "Terapia", una producción independiente que fusiona funk y música afrocubana y Cimafunk comienza a dar conciertos a La Habana y a París.
En 2018, gana el concurso "Primera Base" organizado por el festival Havana World Music Archivado el 21 de enero de 2022 en Wayback Machine. en la Fabrica de Arte Cubano. 
Su canción "Me Voy", perteneciente a su primer álbum "Terapia" (2017) es un hit en Cuba y pasa a formar parte de la cultura popular de la isla. El clip asociado a esta canción ha ganado el premio de "vídeo más popular del año" en el 2018 en el marco de los premios Lucas de la televisión cubana. A  continuación, Cimafunk ha sido designado "artista del año 2018" por la revista cubana Vistar Revista.
Billboard lo ha seleccionado entre las 10 artistas latinos a seguir en 2019. Hace un comienzo internacional destacado en el festival South by Southwest 2019 en Austin, Texas.
En el 2019, su primera gira internacional lo lleva a producirse en salas prestigiosas como Tipitina's en New Orleans, el Blue Note New York y en importantes festivales como el Festival del extremo del Mundo, Noches del Sur, Tempo Latino, Festival de Jazz de Barcelona, Summerstage at Central Park. 
Los 7 y 8 de septiembre de 2019, hace la apertura del concierto de Alejandro Sanz en Miami.
Colabora con artistas cubanos de renombre como Omara Portuondo, Chucho Valdés, la Orquesta Aragón y Pancho Amat en su sencillo El Potaje. Trabaja también con Aymée Nuviola y Gonzalo Rubalcaba en el sencillo Azúcar pa' tu café. 
Colabora igualmente con la escena musical de New Orleans en torno al proyecto "Havana meets New Orleans" en el marco del Festival de Jazz de La Habana en enero de 2020 donde invita Trombone Shorty y los jóvenes de la Trombone Shorty Academy, Big Chief Juan Pardo, Tank and the Bangas y The Soul Rebels. Su sencillo "Caliente", estrenado en el 2020, cuenta con la participación de Tarriona "Tank" Ball y The Soul Rebels.
En 2021, Cimafunk saca su segundo álbum, "El Alimento", coproducido con el productor estadounidense Jack Splash, conocido por su trabajo con Tyler the Creator, Ceelo Green, Alicia Keys entre otros. En esta segunda producción fonográfica, colabora con el padrino del funk, George Clinton del grupo legendario Parliament Funkadelic, pero también con Ceelo Green, Lupe Fiasco, ChocQuibTown, Stylo G, Chucho Valdés, Lester Snell y Los Papines. 
"El Alimento" está clasificado n°3 del mejor álbum en español del año 2021 y n°23 de los mejores álbumes del año por Rolling Stone.

## Discografía

### Álbumes y EP
- Terapia (2017), Álbum
- Cun Cun Prá (2020), EP
- El Alimento (2021), Álbum

### Sencillos
- El Potaje (2019) feat. Omara Portuondo, Chucho Valdés, Orquesta Aragón y Pancho Amat
- Caliente (2020) feat. The Soul Rebels y Tarriona "Tank" Ball
- Beat con flow (2020) feat. Mista Savona
- Hablando x hablar (2021) feat. Alex Cuba
- Aunque Sea un Ratico (2021) feat. Leoni Torres y Brenda Navarrete